# Ranxeria índia Alturas
La ranxeria índia Alturas és una tribu reconeguda federalment dels amerindis de Califòrnia achomawis, una de les bandes de la Tribu Pit River.
La tribu controla una reserva de 20 acres (81.000 metres quadrats) vora Alturas (Califòrnia), al comtat de Modoc. El registre tribal estima la població en 15 habitants. La tribu gestiona el Casino Desert Rose i el Rose Cafe a Alturas. La reserva es troba a una milla al sud-est dels suburbis d'Alturas.
Els achomawis també eren coneguts com a indis Pit River. Tradicionalment parlaven la llengua achumawi.